# Temple dels Sis Banians
El Temple dels Sis Banians és un antic temple budista construït el 537 durant la dinastia Liang a Canton, al sud de la Xina.
Fou originalment anomenat temple Baozhuangyan, però durant la dinastia Song del Nord, un escriptor anomenat Su Shi escriví la poesia Liu Rong (Sis Banians) pels sis arbres banians que hi havia. Des de llavors, el temple s'ha anomenat així.
El temple fou cremat i reconstruït per la dinastia Song del Nord. La pagoda Florida, la principal estructura del temple, fou construïda el 1097, i fou anomenada així pel seu colorit exterior.